# Finlands egnahemsförbund
Finlands egnahemsförbund är en finländsk intresse- och serviceorganisation för småhus}ägare. 
Förbundet, som grundades 1947, bevakar villa-, radhus- och fritidsbostadsägarnas intressen. Förbundet strävar efter att främja småhusboende och förbättra småhusägarnas förhållanden genom att påverka lagstiftning och beslutsfattare. Det anordnar årligen egnahemsdagar och olika mässor med anknytning till småhus- och fritidsboende samt utger tidskriften Suomen Omakotilehti. År 2010 har förbundet omkring 69 000 medlemmar i 250 medlemsföreningar.